# Woolsack

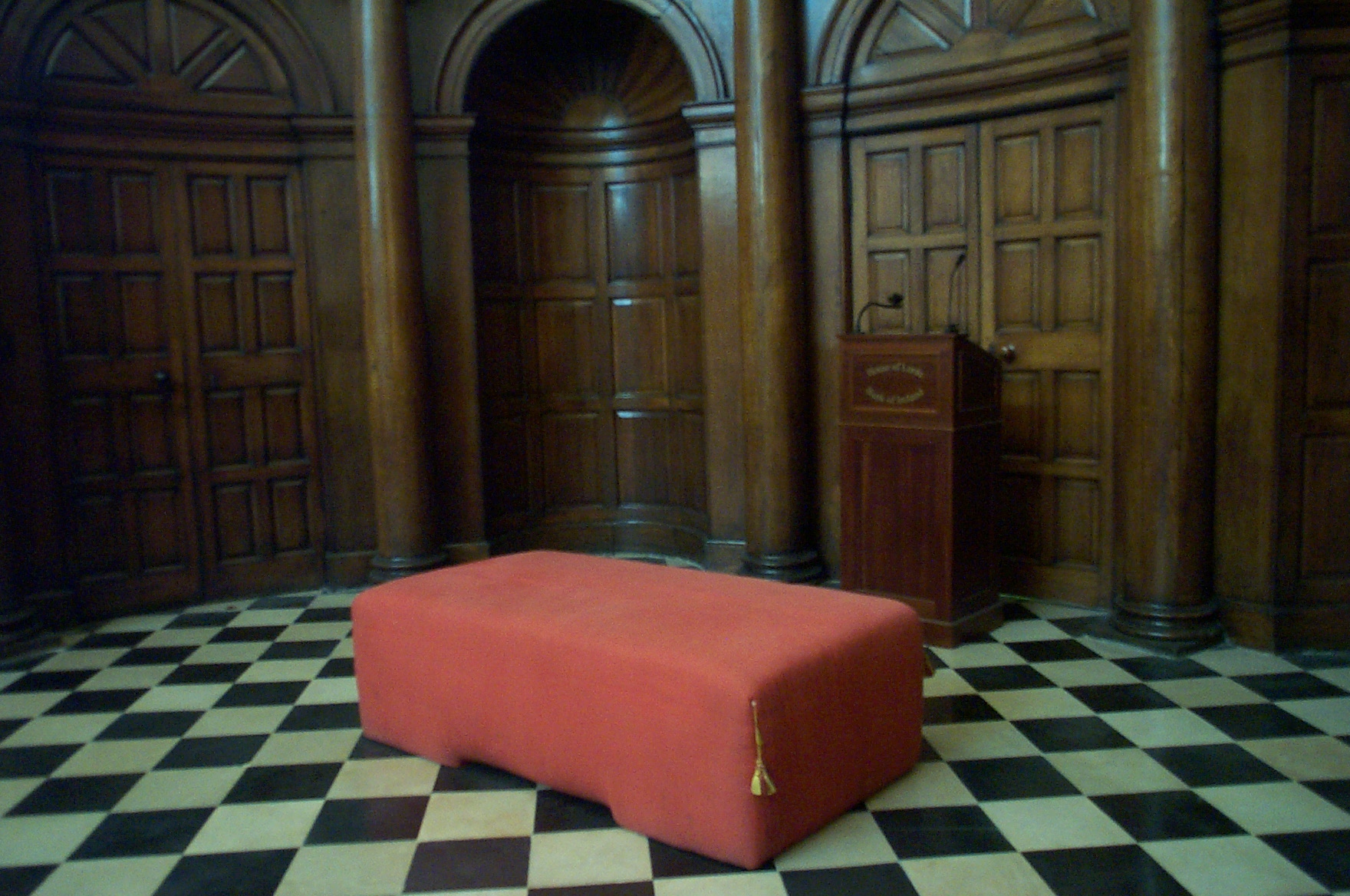
Woolsack używany w irlandzkiej Izbie Lordów do 1800 roku.

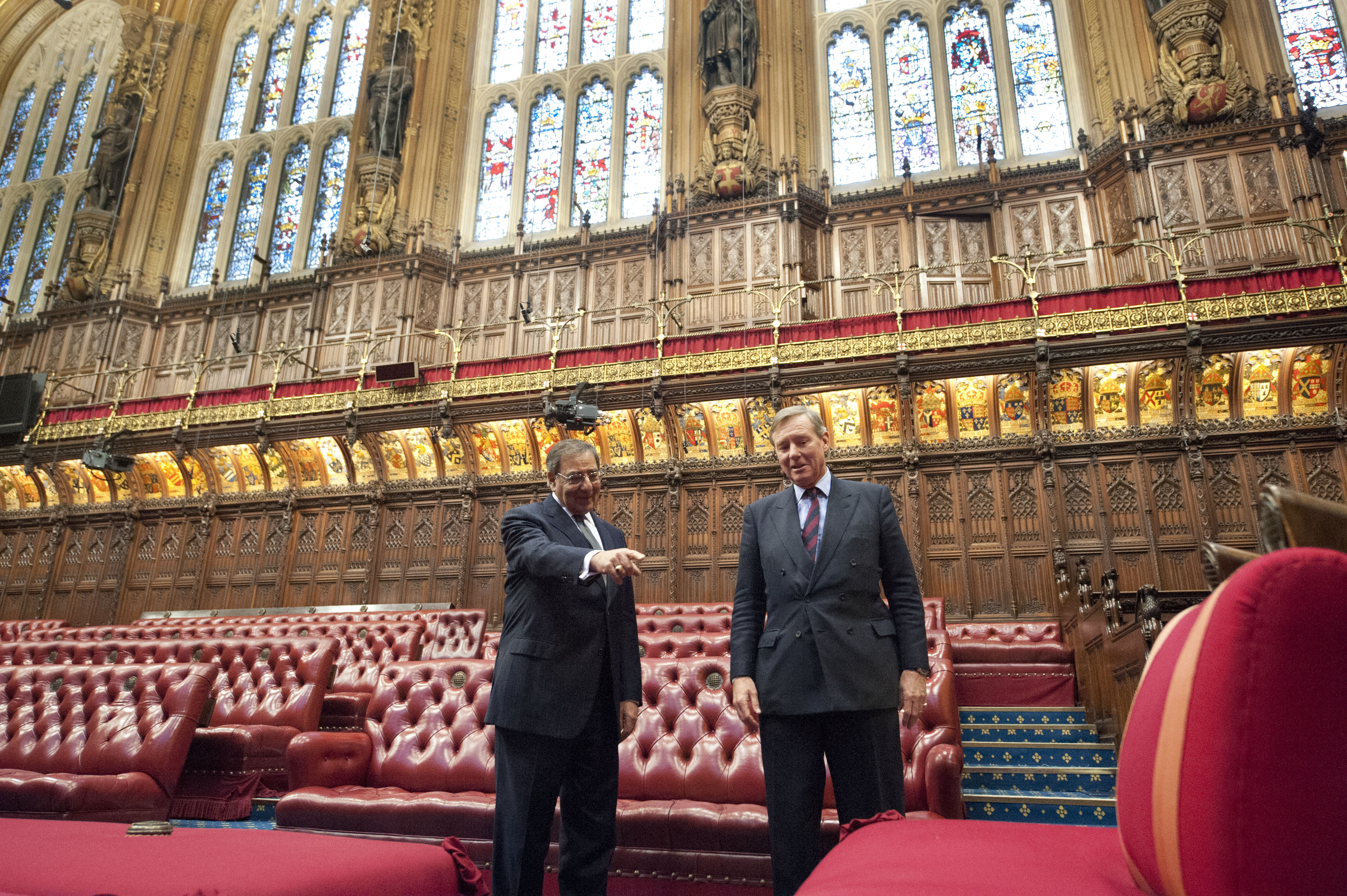
Amerykański sekretarz obrony Leon Panetta podczas swojej wizyty w brytyjskiej Izbie Lordów w 2013 roku wskazuje ręką na Woolsack.

Woolsack (z ang. „worek na wełnę”) – prostokątna poduszka obita czerwonym materiałem, na której zasiada spiker Izby Lordów w brytyjskim Parlamencie. Jest on ustawiony przed tronem królewskim, po północnej stronie komnaty Lords Chamber, w której odbywają się obrady Izby Lordów. Ma około 1,8 metra długości, około 75 centymetrów szerokości i około 50 centymetrów wysokości. Jest pozbawiony oparcia i podłokietników. Zamiast nich, w centralnej części grzbietu poduszki ustawiono znacznie mniejszą, podpartą w ten sposób, by pozostawała uniesiona. W przypadku nieobecności Lorda Spikera podczas obrad, jego zastępca również zasiada na Woolsacku. Przed Woolsackiem ustawione są dwie większe poduszki określane mianem Judge's Woolsack. Podczas uroczystego otwarcia nowej sesji Parlamentu zasiadają na nich sędziowie seniorzy jako przedstawiciele władzy sądowniczej. W pozostałych przypadkach zajmować je mogą członkowie Izby Lordów.

## Historia
Poduszka została wprowadzona do Izby Lordów za panowania Edwarda III, które przypadało na lata 1327–1377. Jedną z głównych gałęzi angielskiej gospodarki był wówczas handel wełną. Z racji materiału, z którego wykonano Woolsack, stał się on symbolem dobrobytu w kraju. W 1938 roku został on ponownie wypełniony przy użyciu wełny pochodzącej z różnych ziem należących do Wspólnoty Brytyjskiej (obecnej Wspólnoty Narodów). Do 2006 roku zasiadał na nim przewodniczący posiedzeniom wyższej izby Parlamentu Lord Kanclerz. Wraz z wejściem w życie reformy funkcjonowania Izby Lordów z 2005 roku, Woolsack został przekazany Lordowi Spikerowi wraz z wiążącymi się z zasiadaniem na nim uprawnieniami.